# Zelotes kimi
Zelotes kimi är en spindelart som beskrevs av Paik 1992. Zelotes kimi ingår i släktet Zelotes och familjen plattbuksspindlar. Inga underarter finns listade i Catalogue of Life.